# Харитка-Бьолькьойо
Хари́тка-Бьолькьойо́ (рос. Харытка-Бёлькёё) — невеликий острів в Оленьоцькій затоці моря Лаптєвих. Територіально відноситься до Якутії, Росія.
Розташований в центрі затоки, в дельті річки Оленьок, крайній зі сходу. Знаходиться в гирлі затоки Джангилак-Тонголого, на південний схід від острова Кюрю-Ари. Острів має округлу форму, береги не є сталими. Вкритий пісками, має невелике внутрішнє озеро, оточений мілинами.
| Росія | Це незавершена стаття з географії Росії. Ви можете допомогти проєкту, виправивши або дописавши її. |